# Историја српског рударства
Историја српског рударства је веома стара, почеци рударства на нашој територији иду неколико хиљада година уназад. Савремена археолошка истраживања потврђују да се корени рударства на тлу Централног Балкана налазе у праисторији. Појава рударства уско је повезана са почетком производње оруђа и оружја, са човековом жељом да природу потчини себи. Пређен је дуг пут од првобитног површинског прикупљања минерала у праисторији, преко римске епохе, средњег века до данашњих дана на тлу Србије.

## Праисторија

### Прва појава рударства у Србији
Од појаве људи који користе оруђе из природе, од дрвета, костију и камена, до првобитног површинског прикупљања минерала, прошло је више стотина хиљада година. Истраживања најстаријег рударства на подручју Србије започета су у Мајданпеку и Бору почетком 20. века. Тражење и прикупљање кремена, опсидијана и пигмента представљају клице заједничког почетка рударства и геологије. У почетке рударења сврстава се и копање глине за израду керамичких судова, прибора за рибарење, ткање и загревање (тегови, пршљенци) и у грађевинске сврхе. Позајмишта са којих се праисторијски човек снабдевао глином присутна су на свим локалитетима неолитских насеља Централног и Источног Балкана, као што су епонимна насеља Винча-Бело брдо и Старчево. На тим локацијама данас су најчешће циглане, што потврђује да су у праисторији знали да одаберу квалитетну глину. Најстарије познато прикупљање и коришћење кремена на територији Србије је Кременац код села Рујник, недалеко од Ниша. Локалитет је познат по налазима артефаката из палеолита.
Археолошки истражено насеље Винча сматра се највишим достигнућем неолитске културе у Европи. Винча је била центар прве урбане европске цивилизације, која се бавила рударством. Становници Винче вадили су руду живе цинабарит на Авали, а са Карпата су доносили опсидијан (вулканско стакло) који су користили као сечиво.

### Најстарији рударски градови
Једно од најбогатијих археолошко-рударских подручја Европе је територија Србије са налазиштима најстаријих рударских радова:
- Рудна глава код Мајданпека
- Беловоде у близини Петровца на Млави
- Плочник код Прокупља
- Мали Штурац (Прлови) на Руднику
- Стојник на Космају
- Јармовац код Прибоја
- Дели Јован
- Рујник итд

Ова налазишта представљају изузетне споменике културе почетака рударства, геологије и металургије у неолиту и раном енеолиту.
Као главно оруђе за разбијање и уситњавање руде служили су камени батови, пијуци су израђивани од круне и чеоних парожака јеленских рогова, лопате од лопатичних костију вола, јелена, свиње или неке друге животиње, а клинови од јеленских парожака.

### Технолошки напредак
Највећи технолошки напредак у откопавању праисторијски рудар достигао је коришћењем ватре и воде за разарање стена. Загревањем и наглим хлађењем (ширењем и скупљањем) стена се распада. Умешност праисторијских рудара потврђује дубина окана, најдубље је око 20 метара, а број и распоред око 40 откривених окана указује на то да је експлоатација била интензивна и да је трајала веома дуго. Археолошка налазишта која су из прошлости изронила на Рудној глави, Плочнику и Белим водама, као центрима почетака умећа откривања, откопавања и топљења руде бакра.
Осим Рудне главе, Плочника и Белих воде, за историју праисторијског рударства значајан је и рудник Мали Штурац (Прлови) на Руднику. На овом локалитету, осим карбонатне руде бакра, налажен је и горски кристал који се користио за израду накита. Пронађени камени батови на Малом Штурцу потврђују постојање рударства на овом локалитету.
Потпунија и поузданија реконструкција праисторијског рударства није могућа због недостатка детаљнијих података.

## Римска епоха рударства у Србији
Доласком Римљана у наше крајеве рударство је добијало већи значај, па се и техника ископавања руде усавршавала. Уместо камених секира и батова, у употреби је алат од гвожђа. 0 значају рударства за Римску империју најбоље сведочи чињеница да је положај рудника умногоме утицао на мрежу путева, који су обавезно водили кроз области богате рудом.
За време римске владавине, у нашим крајевима главни рудници су били: на Космају (Бабе, Стојник, Губеревац), на Авали рудник живе и цинабарита, у Кучеву, на Копаонику, Руднику, у Новом Брду и на планини Рогозни код Бањске. У западном делу Копаоника откривен је антички археометалуршки комплекс на налазишту Зајачак (Кремићи). Најбројнији остаци рударских радова констатовани су на месту где су се налазиле бројне пећи за топљење руде. Те пећи су биле 
Једна од значајних ковница у првој половини III века била је у Виминацијуму (Костолац), која је у почетку ковала бакарни, а касније сребрни новац. Руда за рад ковнице добијала се из кучајнских рудника. Постоје поуздани извори који сведоче да је руда из рудника у Србији за време римске владавине транспортована у римске центре, док је мања количина руде била намењена локалној употреби.
Експлоатација глине у римском периоду је била интензивна, јер је опека била главни грађевински материјал. Римљани су у радионицама производили опеку, водоводне и канализационе цеви и други грађевински материјал, као и керамичарске производе широке намене. У Виминацијуму је откривен грнчарско-занатски центар са три пећи за опеку и шест мањих пећи за керамику. Таквих центара на територији Србије откопано је на више места (Ниш, Сремска Митровица итд.). Производња опеке и њен квалитет били су под строгом контролом.
Римско рударство на тлу наше земље, с којим се могло мерити једино рударство на Пиринејском полуострву, било је моћна привредна грана. Свако значајније рудиште припадало је држави, односно цару и царској благајни. Тако постављено и организовано, римско рударство на Централном Балкану делило је судбину целог Римског царства.

## Средњовековно рударство
Што се тиче развоја рударства и рударских центара у средњовековној Србији запажа се да су то иста рударска подручја која су коришћена од праисторије, преко римског периода, до данашњих дана. У свим тим рудницима експлоатисане су руде злата, сребра, бакра, олова, цинка и гвожђа. Доласком Немањића на престо српске државе створени су почетни услови за развој рударске делатности у Србији. У то време је рударство постало окосница богатства, економске, политичке и војне моћи средњовековне Србије. Средњовековни путописци оставили су веома много података о богатству наших река златом. Позната су испиралишта злата на златоносним рекама: Пеку, Буковачкој реци, Лисичјем потоку, Комчи, Речици,у долини Млаве, у Новаковом потоку, откривена су стара окна и галерије. У Великом Бубњу и Јокином потоку откривени су пирити и златоносни кварц. 

### Средњовековни рудници
Најпознатији средњовековни рудници су: Брсково, рудници сребра, цинка и олова; рудници гвоздене руде у Кучеву, на Копаонику; руда бакра се копала у Кучеву, на Руднику, Кратову, Рудној Глави код Мајданпека, док се сребро добијало, осим у Брскову, на Руднику, Кучеву, Новом Брду, Кратову. Рудници Ново Брдо и Јањево, по богатству, били су познати у свету. Ново Брдо, симбол богатства средњовековне Србије, савременици су називали сребрним и златним градом.

### Долазак немачких рудара Саса
Велики допринос развоју средњовековног рударства у Србији дали су рудари Саси, који се 1254. године помињу у повељи краља Уроша. Њих је Урош довео из Немачке и ангажовао их у Брскову, тада највећем руднику сребра, а одатле су се премештали према потреби. На Руднику се јављују крајем XIII века, а у Трепчи и Новом Брду почетком XIV века. Њиховим доласком уводи се напреднија технологија производње и основе рударског права. Своја права, знања и културу утискују у српску средину, уводе рударску терминологију, урбано уређују рударске центре и слично. Бројни сачувани топоними у Србији подсећају на Сасе. Развој рударства подстицао је развој трговине и убрзао целокупни привредни развој Србије. Стефан Урош I је ковао сребрни новац, а већи приходи омогућили су краљу да се постепено осамостали од властеле, јер је могао да држи значајну плаћену војску.

### Закон о рудницима деспота Стефана Лазаревића
Закон о рудницима или новобрдски законик деспота Стефана Лазаревића из 1412. године тачно одређује услове рада у руднику, почев од обавезе власника да стално одржава рудник, преко одређивања дужине дозвољеног прекида рада у појединим деловима јаме, до нормирања димензија рударског алата и прибора. Сам спис је очуван у неколико познијих преписа, од којих је најзначајнији илустровани препис из 16. века, који је откривен 1959. године када је поклоњен Српској академији наука и уметности, а данас се налази у Архиву САНУ.

## Турско освајање почетком XIV века
Турско освајање територије средњовековне Србије и рудника трајало је око пола столећа. Снага и значај српског рудника Новог Брда долази до изражаја у одмеравању снаге са Турцима. Опседање Новог Брда почело је 1412. а пад 1441, агонија је трајала до 1444. године када је град дефинитивно поробљен и попаљен. Падом Новог Брда под турску власт, његова златна епоха је завршена и никад се није обновила, а Ново Брдо - златни и сребрни град, потпуно је пао у заборав. Османлије су у другој половини 15. века постале господари свих рудника на Балкану, али им је рударство било тешко разумљива делатност. Падом српске средњовековне државе почиње урушавање рударства. Период Србије под Турском окупацијом обележава тамну страну српског рударства.

## Осамнаести и деветнаести век

### Аустријско освајање
Почетком 18. века, заузевши северну Србију, аустријска војна управа, после закључења Пожаревачког мира, по налогу дворског ратног већа, почиње да отвара руднике у Србији. Аустријанцима су били добро познати наши рудници. У рејону Пека отпочињу радови у Црнајци, Мајданпеку и Кучајни, а у шумадијској области раде на Авали, Космају и Руднику. У току две деценије Аустријанци су у северној Србији експлоатисали бакар у Црнајци, бакар и гвожђе у Мајданпеку, олово и гвожђе на Руднику и среброносно олово у Кучајни, на Космају и Авали. Неуспешно су покушавали испирање злата у Морави. Под аустријским зулумом становништво је почело да напушта северну Србију. То је вероватно и разлог што рударство за време аустријске окупације није напредовало.

### Деветнаеси век
Почетком 19. века 1804. године у Србији избија Први српски устанак. У ратном стању потреба за барутом и оловом је била огромна, због тога је снабдевање са оловом обављано са сопствених рудишта. Водећи људи устанка, са Карађорђем на челу, настоје да обнове рударство у Србији, па Сенат 1806. године доноси одлуку да у Србију доведе 35 рудара Саса и једног инжењера. У време Првог српског устанка рударство је, не успевши да се развије, угашено 1813. године, са сломом устанка. Водећи људи у Србији из тог периода заслужују поштовање и дивљење за напоре које су уложили да обнове наше рударство. Све што је урађено за непуну деценију, а тога је било доста, порушили су Турци.
Нови кораци у подизању рударства Србије учињени су 1835. године. Прве мере на организацији рударства 1837. године биле су доношење одлуке о слању четири младића на Рударску академију у Фрајбергу (Немачка) и оснивање прве рударске државне институције 1838. године. Кнез Милош је издао Рударски закон, којим су регулисани рад и управа у рудницима Србије. Од 1919. године о рударству брине Министарство шума и рудника, а после Другог светског рата образовано је самостално министарство рударства. Први рудник у ослобођеној Србији био је Мајданпек у који су уложена велика средства.
Министарство просвете 1865. године одлучује да двадесет младића пошаље на школовање на европске универзитете, што говори да је држава Србија улагала у рударство. Технологија рада у рудницима била је примитивна и скромна, а рудари су на посао долазили у својој одећи. У Србији се угаљ почео копати, у неким изданцима, у околини Смедерева. Рабаџијским колима или кириџијским караванима угаљ је испоручиван железничкој управи и топионици у Крагујевцу, као и другим потрошачима: становништву, ковачима, трговцима, занатлијама и кафеџијама. По свему судећи, угаљ - у тада привредно врло неразвијеној, а шумом још увек богатој Србији - никоме није био потребан, па је интересовање за њега било незнатно. Са градњом првих индустријских постројења, попут пивара, парних млинова, фабрика шпиритуса и са појавом бродова на парни погон на Дунаву, повећавало се интересовање за угаљ, а самим тим и интересовање за експлоатацију угља.

#### Улога Ђорђа Вајферта у српском рударству
Ђорђе Вајферт српски индустријалац немачког порекла је имао у Београду две фабрике пива па је сматрао да своје пиваре треба да снабдева сировинама из своје земље, што је, према казивању његовог биографа, био непосредни повод његовог ангажовања у рударству. Тако је Вајферт ушао у рударство Србије и у њему имао значајну улогу. Уверивши се у уносност посла у рударству, Вајферт је почео стрпљиво да води истражне радове и да улаже у њих, за оно време, огромна материјална средства. Захваљујући тим улагањима, пронашао је најдрагоценије рудиште у Србији - борско. У петогодишње истражне радове на борском рудишту уложио је сав новац који је доносио Костолац. Тако су већ крајем XIX века Бор и Костолац били судбински повезани.

## Двадесети век

### Прва половина двадесетог века
Историја рудишта Мајданпек је дуга и занимљива. То је рудник који је радио у свим периодима нашег рударства. Своју историју у XIX веку започео је као рудник гвожђа, затим за кратко време - гвожђа и бакра, да би потом 40 година био рудник бакра. Поред Мајданпека славну и дугу историју граби и рудник Бор, познат по богатству руде. Године 1905. подигнута је прва топионица у Бору. Бор је остваривао обимну производњу, четрдесет хиљада тона блистер бакра годишње, односно милион тона руде високог квалитета.
Главнo рудиштe олова, цинка и сребра је био рудник Трепча, познат у свету по великим концентрацијама руде на малом простору. Трепча се, захваљујући веома повољним концентрацијама руде и метала, развила у највећи рудник олова и цинка у Европи.
Краљевина Југославија, са својом скромном и расцепканом привредом, није показивала намере и није имала потребу за валоризацијом минерално-сировинског богатства. Крупна предузећа била су у рукама крупног капитала, чија су основна пословна начела садржана у правилу да са што мање улагања извуку што већу добит. У таквим околностима функционисало је тадашње рударство. Пред Други светски рат Југославија је производила 40% европског антимона, чији су резултати били јако добри. Највећи део те производње потицао је из подрињских рудника Крупња, Зајаче, Столица и Доброг потока.

### Друга половина двадесетог века

#### Рударско-геолошки факултет
После завршетка Другог светског рата, у порушеној и опустошеној земљи рудници су национализовани. Улагани су велики напори у ревитализацију рудника и оживљавање производње постојећих рудника и отварање нових. У инвестиционом и стручном смислу то нису били нимало лаки задаци, поготово јер је недостатак стручњака био изражен. Управо због тога министарство за науку и културу Србије донело је 1946. године одлуку о отварању Рударског одсека на Техничком факултету у Београду, на коме ће се школовати, поред рударских, и геолошки стручњаци. За шефа Рударског одсека именован је угледни рударски инжењер Милован Антуновић Коблишка. Одсек је 1948. године прерастао у Рударски факултет са два одсека: Рударским и Геолошким. Њиховим спајањем настао је, 1956. године, Рударско-геолошки факултет Универзитета у Београду. До данас је на факултету дипломирало више од 3000 инжењера рударства, преко 3300 инжењера геологије, одбрањено је око 600 магистарских теза и 550 докторских дисертација. Стручњаци факултета аутори су више хиљада пројеката, студија, експертиза и друге пројектне документације.